# Platysphinx vicaria
Platysphinx vicaria är en fjärilsart som beskrevs av Jordan 1920. Platysphinx vicaria ingår i släktet Platysphinx och familjen svärmare. Inga underarter finns listade i Catalogue of Life.